# Zentraler Sanitätsdienst der Bundeswehr

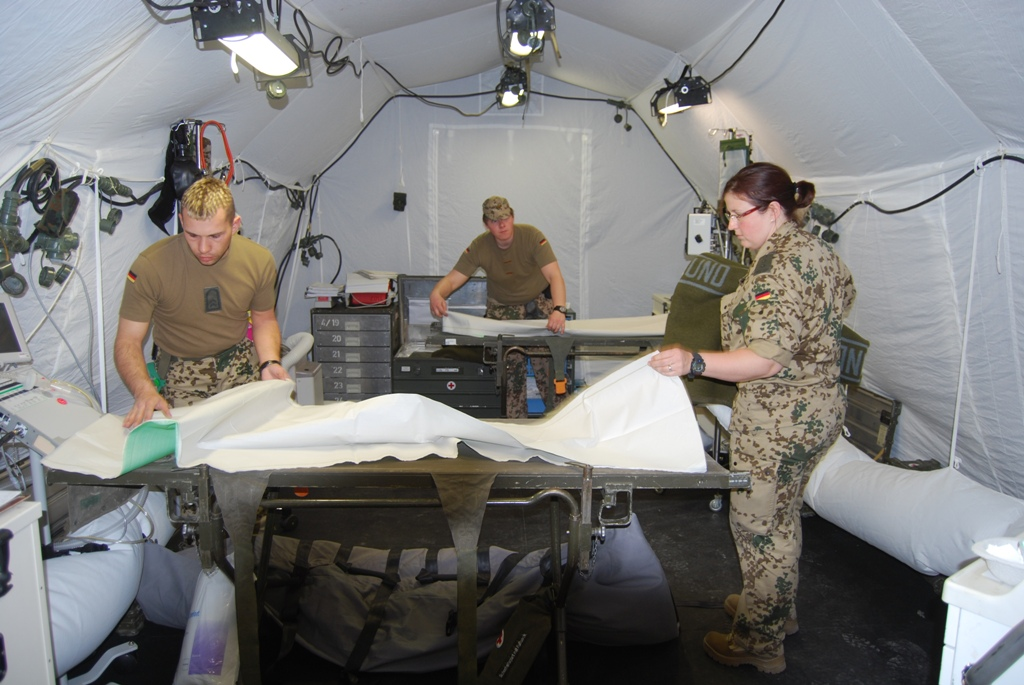
Demonstrating a medical evacuation Field hospital

Zentraler Sanitätsdienst der Bunderswehr (svenska: centrala sjukvårdstjänsten) är ett av Bundeswehrs militära organisationsområden. Bundeswehrs centrala sjukvårdstjänst står för merparten av sjukvården för alla grenar av Bundeswehr, inklusive armén, flygvapnet, marinen. Bundeswehrs sjukvårdskommando (tyska: Kommando Sanitätsdienst) är den högre befälsinstans som är direkt underställd Tysklands försvarsministerium. Sjukvårdtjänstens inspektör är Generaloberstabsarzt Ulrich Baumgärtner.

## Historia
Utvecklingen av sjukvårdstjänsten tog fart strax efter att Bundeswehr grundades. Från och med november 1955 lades de första grunderna för dess struktur av underavdelning IV H "Gesundheitswesen" i Tysklands försvarsministerium, som bara några månader tidigare hade uppstått ur det så kallade Amt Blank. Under 1960- och 1970-talet var det inte möjligt att täcka behovet av läkare, tandläkare, veterinärer och apotekare med längre tjänstgöringstid, trots att personalavdelningen försökte öka tillsättningsgraden av tjänsterna genom olika åtgärder. Ekonomiska incitament i form av studiebidrag för läkarstudenter och rekrytering av kvinnliga läkare 1975 förbättrade personalstyrkan fram till slutet av 1980-talet. Man lyckades med tiden täcka behovet av tidsbestämda soldater och yrkessoldater genom kontinuerlig utbildning av läkarkandidater.
Den fredliga revolutionen i DDR med den efterföljande återföreningen av Tyskland och Warszawapaktens upplösning innebar att de soldater som togs över från den nationella folkarmén behövde integreras och förberedas för sina nya uppgifter i de väpnade styrkorna. Redan strax före de politiska förändringarna i Östeuropa fanns det krav på strukturella förändringar inom sjukvården för att säkerställa att uppgifterna utfördes över hela den tyska försvarsmakten och på så sätt öka effektiviteten. Det kalla krigets slut i slutet av 1980-talet och den därav följande nödvändiga omorienteringen av Bundeswehr ledde slutligen till inrättandet av Bundeswehrs centrala sjukvårdstjänst, där de medicinska styrkorna och resurserna från och med 2001 samlades under en enhetlig ledning. I och med den omorganisation som beslutades 2011 genomgick även sjukvården en strukturell förändring. Den 1 oktober 2012 inrättades Kommando Sanitätsdienst, följt av två ytterligare kommandon.

## Uppgifter
Bundeswehrs sjukvårdstjänst har till uppgift att tillhandahålla sjukvård för de tyska väpnade styrkorna över hela världen. Kvalificerad specialistpersonal är garanten för att soldaterna får medicinsk vård i det land där de är utplacerade. Veterinärer och hälsovårdsinspektörer ser till att hygienen fungerar. De kontrollerar kvaliteten på vatten och mat, sanitära anläggningars renhet och skyddar soldaterna från små och stora djur i insatslandet.
- Hälso- och sjukvård för den militära personalen i fred och vid insatser
- Medicinsk evakuering av sårade och sjuka soldater
- Medicinsk utbildning och fortbildning för all militär hälso- och sjukvårdspersonal
- Bistånd till det civila samhället vid katastrofer och andra särskilda insatsfall
- Medverkan i den samhälleliga akutsjukvården genom förfogandeställande av akutläkare och ambulanssjukvårdare för militära och civila ambulanshelikoptrar
- Internationella humanitära insatser
- Upphandling, lagring och distribution av läkemedel och sjukvårdsmateriel inom Bundeswehr
- Militärmedicinsk forskning

## Organisation

### Personal
I centrala sjukvårdstjänsten arbetar totalt cirka 20 000 personer. Andelen kvinnor är cirka 8 300.

### Struktur
- Kommando Sanitätsdienst (Koblenz)
  - Bundeswehrkrankenhäuser des Sanitätsdienstes der Bundeswehr
    -  Bundeswehrkrankenhaus Berlin (Berlin)
    -  Bundeswehrkrankenhaus Hamburg (Hamburg)
    -  Bundeswehrzentralkrankenhaus Koblenz (Koblenz)
    -  Bundeswehrkrankenhaus Ulm (Ulm)
    -  Bundeswehrkrankenhaus Westerstede (Westerstede)

  -  Institut für Präventivmedizin der Bundeswehr (Andernach)
  -  Kommando Regionale Sanitätsdienstliche Unterstützung (Diez)
    -  Sanitätsunterstützungszentrum Augustdorf (Augustdorf)
    -  Sanitätsunterstützungszentrum Berlin (Berlin)
    -  Sanitätsunterstützungszentrum Cochem (Cochem)
    -  Sanitätsunterstützungszentrum Erfurt (Erfurt)
    -  Sanitätsunterstützungszentrum Hammelburg (Hammelburg)
    -  Sanitätsunterstützungszentrum Kiel (Kiel)
    -  Sanitätsunterstützungszentrum Köln-Wahn (Köln)
    -  Sanitätsunterstützungszentrum Kümmersbruck (Kümmersbruck)
    -  Sanitätsunterstützungszentrum Munster (Munster)
    -  Sanitätsunterstützungszentrum München (München)
    -  Sanitätsunterstützungszentrum Neubrandenburg (Neubrandenburg)
    -  Sanitätsunterstützungszentrum Stetten am kalten Markt (Stetten am kalten Markt)
    -  Sanitätsunterstützungszentrum Wilhelmshaven (Wilhelmshaven)
    -  Zentrum für Sportmedizin der Bundeswehr (Warendorf)

  -  Kommando Sanitätsdienstliche Einsatzunterstützung (Weißenfels)
    -  Kommando Schnelle Einsatzkräfte Sanitätsdienst "Ostfriesland" (Leer)
    -  Sanitätslehrregiment "Niederbayern" (Feldkirchen)
    -  Sanitätsregiment 1 (Weißenfels)
    -  Sanitätsregiment 2 "Westerwald" (Rennerod)
    -  Sanitätsregiment 3 (Dornstadt)
    -  Sanitätsregiment 4 (Rheine)
    -  Versorgungs- und Instandsetzungszentrum Sanitätsmaterial Blankenburg (Blankenburg)
    -  Versorgungs- und Instandsetzungszentrum Sanitätsmaterial Pfungstadt (Pfungstadt)
    -  Versorgungs- und Instandsetzungszentrum Sanitätsmaterial Quakenbrück (Quakenbrück)

  -  Sanitätsakademie der Bundeswehr (München)
    -  Institut für Mikrobiologie der Bundeswehr (München)
    -  Institut für Pharmakologie und Toxikologie der Bundeswehr (München)
    -  Institut für Radiobiologie der Bundeswehr (München)

  -  Multinational Medical Coordination Centre/European Medical Command (Koblenz)
  -  Überwachungsstelle für öffentlich-rechtliche Aufgaben des Sanitätsdienstes der Bundeswehr Nord (Kronshagen)
  -  Überwachungsstelle für öffentlich-rechtliche Aufgaben des Sanitätsdienstes der Bundeswehr Ost (Potsdam)
  -  Überwachungsstelle für öffentlich-rechtliche Aufgaben des Sanitätsdienstes der Bundeswehr Süd (München)
  -  Überwachungsstelle für öffentlich-rechtliche Aufgaben des Sanitätsdienstes der Bundeswehr West (Koblenz)
  -  Zentrales Institut des Sanitätsdienstes der Bundeswehr Kiel (Kronshagen)
  - Zentrales Institut des Sanitätsdienstes der Bundeswehr München (Garching)

## Utrustning

### Fordon
| Fordon                 | Ursprung | Typ                          | Variant         |
| ---------------------- | -------- | ---------------------------- | --------------- |
| Bandvagn 206           | Sverige  | Terrängfordon                | 206S            |
| BMW X5                 | Tyskland | SUV                          | F15 NEF         |
| Duro                   | Schweiz  | Pansrat trupptransportfordon | 3 Yak           |
| ESK Mungo              | Tyskland | Pansrat trupptransportfordon |                 |
| GTK Boxer              | EU       | Pansrat trupptransportfordon |                 |
| IVECO Eurocargo        | Italien  | Intensivvårdsambulans        | ITW             |
| Mercedes-Benz Sprinter | Tyskland | Ambulans                     | RTW             |
| Mercedes-Benz Unimog   | Tyskland | Lastbil                      | mil gl          |
| Mercedes-Benz W460     | Tyskland | Terrängfordon                | 250 GD          |
| Mowag Eagle            | Schweiz  | Pansarbil                    | Eagle IVEagle V |
| TPz Fuchs              | Tyskland | Pansrat trupptransportfordon |                 |
| Wiesel                 | Tyskland | Terrängfordon                | 2 Sanitätstrupp |

### Fältsjukhus
| Fältsjukhus                                | Vårdplatser | Personal | Beskrivning                                                      |
| ------------------------------------------ | ----------- | -------- | ---------------------------------------------------------------- |
| Luftlanderettungsstation                   | 2           | 9        | Tas i bruk med 1 helikopter eller flygplan                       |
| Luftlanderettungszentrum                   | 10          | 42       | Tas i bruk med flera helikoptrar eller transportflygplan         |
| Mobile Anlage zur Erzeugung von Sauerstoff |             | 2        | Omvandlar uteluft till medicinskt användbart, högprocentigt syre |
| Patienten-Dekontaminationseinrichtung      | 6           | 24       | Dekontaminerar patienter                                         |
| Rettungsstation                            | 4           | 9        | Möjliggör snabb allmän och akutsjukvård                          |
| Rettungszentrum                            | 72          | 175      | Möjliggör akut kirurgisk vård                                    |